# Jorge Luis Corrales
Jorge Luis Corrales Cordero (Pinar del Río, Cuba; 20 de mayo de 1991) es un futbolista cubano. Juega de defensa y su equipo actual es el Lexington SC de la USL League One de Estados Unidos.
Es internacional absoluto con la selección de Cuba desde el año 2011.

## Trayectoria
Corrales comenzó su carrera en 2009, en su club local de Pinar del Río el FC Pinar del Río. Fue el capitán del equipo entre los años 2011 y 2015, donde además pasó una temporada a préstamo al FC Sancti Spríritus. En su paso por el club, jugó 80 encuentros donde anotó 6 goles y 20 asistencias. 
En el 2015 obtuvo su visa estadounidense y viajó a Miami a visitar a familiares y amigos. Corrales se unió al club amateur de Miami, el Fortuna SC en octubre de 2015, club que en ese momento contaba con un gran contingente cubano, como los son el internacional por Cuba Ariel Martínez y Dario Suárez, y los internacionales sub-23: Brian Rosales, Frank Lopez García y Yendry Torres.
Ya en Miami, el jugador cubano decidió iniciar el proceso para obtener un permiso de trabajo que le permitiera jugar a nivel profesional en los Estados Unidos. Al conseguirlo, se unió al recién fundado Miami FC en enero de 2016. En junio del mismo año, fichó por el Fort Lauderdale Strikers. 
En marzo del 2017, Corrales se unió al Tulsa Roughnecks FC.
Llegó al Chicago Fire de la Major League Soccer el 14 de septiembre de 2017.
El 7 de agosto de 2019, Corrales fue intercambiado por Michael Azira y la selección de la segunda ronda del SuperDraft 2020 al Montreal Impact.

## Selección nacional
Corrales jugó el Campeonato Sub-20 de la Concacaf de 2011 y en los Juegos Panamericanos de 2011 con Cuba.
Debutó con la selección de Cuba en diciembre de 2011 en un encuentro amistoso contra Costa Rica. Además fue parte del plantel que jugó en la Copa de Oro de la Concacaf de 2013 y 2015.
Jugó un total de 34 encuentros (31 oficiales) con su selección, donde anotó un gol a Curazao en la Copa del Caribe de 2014.

### Participaciones en Concacaf
| Copa                            | Sede                  | Resultado         |
| ------------------------------- | --------------------- | ----------------- |
| Copa del Caribe de 2012         | Antigua y Barbuda     | Campeón           |
| Copa del Caribe de 2014         | Jamaica               | Cuarto lugar      |
| Copa de Oro de la Concacaf 2013 | Estados Unidos        | Cuartos del final |
| Copa de Oro de la Concacaf 2015 | Estados Unidos Canadá | Cuartos del final |

#### Goles internacionales
Actualizado hasta el último encuentro disputado el 18 de julio de 2015.
| Goles internacionales | Goles internacionales   | Goles internacionales                            | Goles internacionales | Goles internacionales | Goles internacionales   | Goles internacionales | Goles internacionales |
| #                     | Fecha                   | Estadio                                          | Rival                 | Resultado             | Competición             | Goles                 |                       |
| --------------------- | ----------------------- | ------------------------------------------------ | --------------------- | --------------------- | ----------------------- | --------------------- | --------------------- |
| 2006                  |                         |                                                  |                       |                       |                         |                       |                       |
| 1                     | 13 de noviembre de 2014 | Montego Bay Sports Complex, Montego Bay, Jamaica | Curazao               | 2 – 3                 | Copa del Caribe de 2014 |                       |                       |

## Estadísticas
Actualizado al último partido disputado el 29 de agosto de 2019.
| Miami FC Estados Unidos                       |               |               |    |   |    |   |   |   |   |    |    |   |
| 2.ª                                           | 2016          | 1             | 0  | 0 | 0  | - | - | - | - | 1  | 0  |   |
| Total club                                    | Total club    | 1             | 0  | 0 | 0  | 0 | 0 | 0 | 0 | 1  | 0  |   |
| Fort Lauderdale Estados Unidos                |               |               |    |   |    |   |   |   |   |    |    |   |
| 2.ª                                           | 2016          | 17            | 0  | 1 | 0  | - | - | - | - | 18 | 0  |   |
| Total club                                    | Total club    | 17            | 0  | 1 | 0  | 0 | 0 | 0 | 0 | 18 | 0  |   |
| Tulsa Roughnecks (préstamo) Estados Unidos    |               |               |    |   |    |   |   |   |   |    |    |   |
| 2.ª                                           | 2017          | 31            | 1  | 3 | 0  | - | - | - | - | 34 | 1  |   |
| Total club                                    | Total club    | 31            | 1  | 3 | 0  | 0 | 0 | 0 | 0 | 34 | 1  |   |
| Chicago Fire Estados Unidos                   |               |               |    |   |    |   |   |   |   |    |    |   |
| 1.ª                                           | 2017          | 0             | 0  | 0 | 0  | - | - | - | - | 0  | 0  |   |
| 1.ª                                           | 2018          | 17            | 0  | 4 | 0  | - | - | - | - | 21 | 0  |   |
| 1.ª                                           | 2019          | 15            | 0  | 1 | 0  | 0 | 0 | 0 | 0 | 16 | 0  |   |
| Total club                                    | Total club    | 32            | 0  | 5 | 0  | 0 | 0 | 0 | 0 | 37 | 0  |   |
| Montreal Impact · Canadá                      |               |               |    |   |    |   |   |   |   |    |    |   |
| 1.ª                                           | 2019          | 3             | 0  | 1 | 0  | - | - | - | - | 4  | 0  |   |
| Total club                                    | Total club    | 3             | 0  | 1 | 0  | 0 | 0 | 0 | 0 | 4  | 0  |   |
| Total carrera                                 | Total carrera | Total carrera | 84 | 1 | 10 | 0 | 0 | 0 | 0 | 0  | 94 | 1 |
| (1) Incluye datos de la Open Cup (2016, 2017) |               |               |    |   |    |   |   |   |   |    |    |   |

## Palmarés

### Títulos internacionales
| Título          | Club              | País              | Año  |
| --------------- | ----------------- | ----------------- | ---- |
| Copa del Caribe | Selección de Cuba | Antigua y Barbuda | 2012 |